# ستيفن هيوز (فنان قصص مصورة)
ستيفن هيوز (بالإنجليزية: Steven Hughes)‏ هو فنان قصص مصورة أمريكي، ولد في 12 فبراير 1954 في بوسطن في الولايات المتحدة، وتوفي في 18 فبراير 2000 في سكوتسديل في الولايات المتحدة.